# GSG 9
Grenzschutzgruppe 9 der Bundespolizei (Đơn vị bảo vệ lãnh thổ 9 của Cảnh sát Liên bang Đức), được viết tắt là GSG 9 là một đơn vị chống khủng bố và với những hoạt động đặc biệt.